# Skrzypce elektryczne

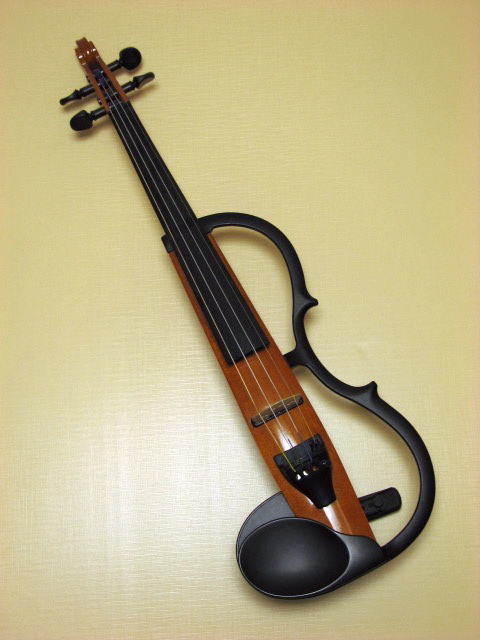
Skrzypce elektryczne

Skrzypce elektryczne – skrzypce, w których pudło rezonansowe zostało zredukowane lub całkowicie wyeliminowane. Wzmocnienie dźwięku strun odbywa się w drodze przetwarzania sygnału elektrycznego.
Wmontowany w skrzypce elektryczne przetwornik, nazywany potocznie przystawką elektryczną, przetwarza drgania strun na sygnał elektryczny. Sygnał ten trafia do wzmacniacza, gdzie jest odpowiednio modelowany przy pomocy filtrów i procesora efektów, a następnie wysyłany do głośników, które go przetwarzają na dźwięk.
Technika gry jest identyczna jak w przypadku skrzypiec akustycznych. Dźwięk skrzypiec elektrycznych najczęściej przypomina brzmienie pomiędzy skrzypcami, saksofonem, trąbką i gitarą elektryczną.